# Scharfhausen
Scharfhausen ist eine Hofschaft in der bergischen Großstadt Solingen.

## Lage und Beschreibung
Scharfhausen befindet sich zentral inmitten des Solinger Stadtbezirks Burg/Höhscheid. Der Ort liegt am Rande eines Höhenzugs des Solinger Höhenrückens, auf dem auch der Pfaffenberger Weg in Richtung Pfaffenberg verläuft. Die zu dem Ort gehörenden Gebäude, darunter auch ein landwirtschaftlicher Betrieb, sind vom Pfaffenberger Weg aus über die beiden Straßen Stier- und Löwenweg zu erreichen; vom Stierweg zweigt auch eine Stichstraße mit dem Namen des Ortes ab. Nach Osten fällt das Gelände in das Bertramsmühler Bachtal ab. Der Ort ist von zahlreichen Landwirtschaftsflächen umgeben, südlich liegt im Bereich Hästen die Wendeschleife für die Oberleitungsbuslinie 681 der Stadtwerke Solingen.
Benachbarte Orte sind bzw. waren (von Nord nach West): Dornsiepen, Spielbruch, Wieden, Bertramsmühle, Steinsiepen, Petersmühle, III. Hästen, Kempen, Schellberg, II. und I. Hästen.

## Etymologie
In dem Ortsnamen, der sich von dem Wort Scharpeseelen ableitet, steckt womöglich der Begriff sele für Siedlung.

## Geschichte
Die Geschichte des Ortes kann bis in das 15. Jahrhundert zurückverfolgt werden. Scharfhausen wurde erstmals im Zehntverzeichnis der Abtei Altenberg von 1488 als Scharpeseelen urkundlich erwähnt.:7 In dem Kartenwerk Topographia Ducatus Montani von Erich Philipp Ploennies, Blatt Amt Solingen, aus dem Jahre 1715 ist der Ort mit einer Hofstelle verzeichnet und als Scharphuſen benannt. Der Ort wurde in den Registern der Honschaft Balkhausen innerhalb des Amtes Solingen geführt. Die Topographische Aufnahme der Rheinlande von 1824 verzeichnet den Ort als Scharfhauſen benannt, die Preußische Uraufnahme von 1844 verzeichnet ihn als Scharfhausen benannt. In der Topographischen Karte des Regierungsbezirks Düsseldorf von 1871 ist der Ort ebenfalls als Scharfhausen verzeichnet.
Nach Gründung der Mairien und späteren Bürgermeistereien Anfang des 19. Jahrhunderts gehörte der Ort zur Bürgermeisterei Dorp, die 1856 das Stadtrecht erhielt, und lag dort in der Flur VIII. Hasten. Die Bürgermeisterei beziehungsweise Stadt Dorp wurde nach Beschluss der Dorper Stadtverordneten zum 1. Januar 1889 mit der Stadt Solingen vereinigt. Damit wurde Scharfhausen ein Ortsteil Solingens.
Am 14. August 1906 wurde Scharfhausen durch einen Tornado schwer getroffen, der einige Gebäude im Ort verwüstete (siehe dazu auch Wirbelsturm im Bergischen Land).